# Fundação Educacional do Município de Assis
A Fundação Educacional do Município de Assis (FEMA) é uma fundação municipal pública de direito público de Assis criada na década de 1980 pela prefeitura municipal de Assis, mas mantida, predominantemente por recursos próprios. 
É ainda mantenedora do Instituto Municipal de Ensino Superior de Assis, sendo uma das principais instituições de Ensino Superior de Assis e uma das mais importantes de toda a Região do Vale do Paranapanema abrigando estudantes de diversas localidades da região. 
A instituição ministra atualmente 12 cursos de graduação e 4 cursos de Pós-graduação e possui diversos projetos de extensão.

## Histórico

#### Antecedentes históricos (1960-1985)
Devido a necessidades regionais diversas, principalmente após um dado período, nos anos 1960 onde havia ficado claro a impossibilidade de novas expansões na Faculdade de Filosofia, Ciências e Letras de Assis, seja por sua vocação ou por questões políticas, houve pedidos diversos para a implantação de outros institutos isolados ou faculdades municipais, sendo que elas não tiveram exito e que pode ser verificado no Conselho Estadual do Estado de São Paulo (CEE-SP) como o que pedia a criação da Escola Superior de Agronomia (1968), que depois acabou sendo criada (1970) como Escola Superior de Agronomia de Paraguaçu Paulista - ESAPP e a Faculdade de Ciências e Educação (1969).

#### Criação da Fundação e seus primeiros anos (1985-1998)
A Fundação Educacional do Município de Assis - FEMA, foi efetivamente criada pela Lei Municipal 2374 de 19 de outubro de 1985, seu regimento aprovado em 1987 pelo CEE-SP. Sua primeira diretora executiva (FEMA) foi Alba Regina Spinardi Bueno, já a primeira diretora do IMESA foi Maria Delma de Carvalho, já a primeira presidente do conselho curador da FEMA foi Maria Aparecida Santilli - então primeira dama do prefeito José Santilli Sobrinho.
Obteve a autorização de funcionamento de seu IMES - Instituto Municipal de Ensino quando obteve simultâneamente a autorização de funcionamento dos cursos de Licenciatura em Matemática e Tecnologia em Processamento de Dados - cursos inexistentes na região do Vale do Paranapanema e no caso do tecnológo, seria o primeiro de todo o Centro-Oeste Paulista - o curso mais próximo era o de Ciência da Computação da Universidade de Bauru em transição para a Unesp. Esses teriam seus primeiros vestibulares no ano de 1989.
Estes cursos seriam reconhecidos pelo CEE em 1991. No ano de 1994, teve a autorização para funcionamento do curso de Automação de Escritório e Secretariado, Publicidade e Propaganda e o de Engenharia de Informática - nunca implantado e possivelmente veio a se tornar o curso de Ciência da Computação uma vez que pelo ato 506 de 1996 do CEE, houve insegurança por parte da comissão de implantação para a real necessidade e principalmente a capacidade da mantenedora de implantar tal curso, dado a inexperiência da instituição naquele momento - tendo sido este indeferido.
Em 1995 fez sua primeira experiência de um curso de pós graduação do tipo lato sensu na área de informática em conjunto com a Universidade Federal de São Carlos (UFScar)
Em 1996 a área de comunicação social nascia na instituição com a implantação do curso de Publicidade e Propaganda.
Em 1998 teve autorização para funcionamento da especialização em Ensino de Matemática para 1º e 2º grau.

#### Novos cursos, pós graduação, TV e Rádio FEMA (1999-2006)
Somaria a esses, em 1998 a aprovação dos cursos Administração, de Direito, Jornalismo, Química e Ciência da Computação. Nas pós graduações, recebeu autorização para especialização em Ciências Ambientais.
Em março de 2001 foi implantada a TV FEMA em um programa de TV universitária, com transmissão pela então TV a Cabo Assis, atual Cabonnet que havia sido pedido ao Ministro das Comunicações em 1995 com programação diluida entre o canal 4 - o comercial e o canal 22 de uso comunitário onde a programação era em geral de boletins da instituição e da cidade. Em junho daquele ano, foram produzidos os programas Retratos e Origens; Diversão e Arte e Nota de Corte pelo canal 4, neste mesmo ano, obteve a autorização de especialização na área de informática e desenvolvimento web e criou seu Programa de Iniciação Científica.
Em 2002 teve autorização para a especialização em Desenvolvimento Gerencial e Recursos Humanos, Direito Cívil e Direito Processual Cívil, Marketing, Comunicação e Propaganda e em dezembro, a direção da Unesp de Assis firmou parceria para uso do canal universitário, que a época ocupava o canal 9, que seria migrado em 2004 para o canal 12.
Em 2003 teve aprovação para o curso de especialização em Gestão Empresarial, Metodologia e Didática do Ensino Superior e outros cursos diversos, com duração curta conforme demanda local.
Em 2005 conseguiu a autorização de funcionamento do curso de Tecnólogo em Telecomunicações, que teve curta duração e não foi renovado.
Em 2006 foi implantado o curso de Enfermagem.

#### Renovação (2013 - 2022)

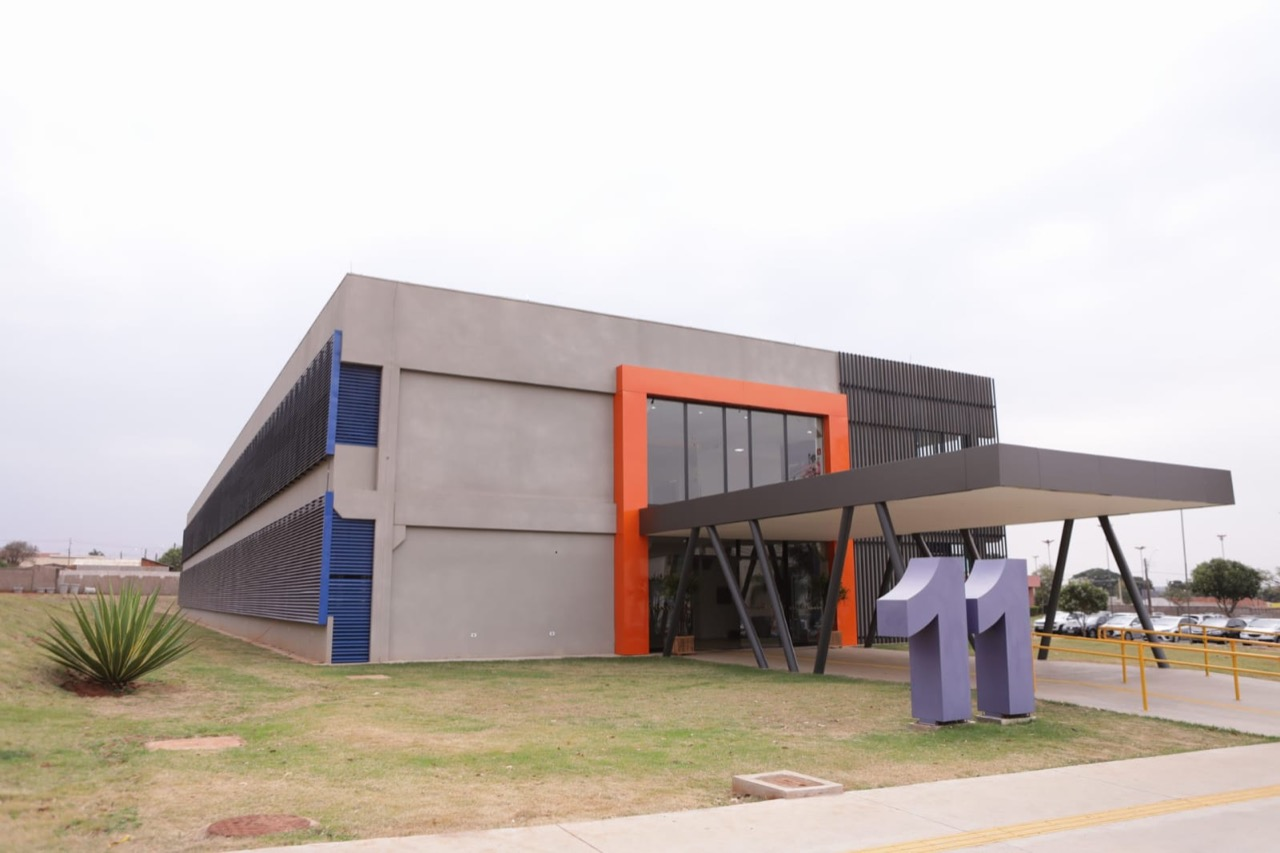
Bloco 11 - Ciências da Saúde

No ano de 2013 a instituição conseguiu autorização para funcionamento dos cursos de Ciências Contábeis e Fotografia, em 2014, seria decisivo pela autorização do curso de Medicina, que seria implantado no ano seguinte, seria reconhecido em 2021.
No ano de 2020, a instituição comprou com recursos próprios, uma área de 10 mil metros quadrados para sua expansão.
O IMESA em 2025 possui os seguintes cursos: Análise de Sistemas, Publicidade e Propaganda, Ciência da Computação, Direito, Administração, Fotografia, Enfermagem, Ciências Contábeis, Fotografia, Medicina, Fisioterapia, Engenharia Cívil e Arquitetura e Urbanismo e 4 cursos de Pós-graduação.

#### Crise da FEMA: CPI e ações administrativas (2022-2024)
Em 20 de Junho de 2022, a pedido da Câmara Municipal dos vereadores de Assis, foi aberta uma CPI para investigar irregularidades nas ações administrativas da Direção Executiva e na Presidência da instituição, bem como de denúncias relacionadas a falta de transparências em contas, possíveis fraudes no pagamento de salários, suposta falsificação de documentos públicos e eventual direcionamento de licitações.
Em agosto de 2022 pessoas ligadas a diretoria renunciaram ao cargo após o início das oitivas. Processos judiciais estão em andamento a partir do MP estadual da Comarca de Assis, bem como junto ao Tribunal de Contas do Estado de SP. 

#### Nova Diretoria (2024 - atualidade)
As eleições para Direção e Vice-Direção Gestão 2024/2028 ocorreu no dia 20 de maio de 2024 a chapa "Novos Rumos" dos professores Ricardo Estefani e Fernando Antonio Soares de Sá Júnior venceu a disputa com 70,87% dos votos.

## Cursos de Graduação e Pós-graduação
| Graduação Tecnologia - Análise e Desenvolvimento de Sistemas Licenciatura - Química Bacharelado - Administração - Arquitetura e Urbanismo - Ciência da Computação - Ciências Contábeis - Direito - Enfermagem - Engenharia Civil - Publicidade e Propaganda - Química Industrial - Medicina - Fisioterapia | Pós-graduação (Lato Sensu) |

## Planos futuros
O Instituto (IMESA), mantido pela FEMA possui autorização prévia para o curso de Gestão Pública no Conselho Estadual de Educação desde 2013 e também o de Física, desde 2009, embora este último nunca foi implementado. Além disso, faz planos para o futuro como a implementação de diversos cursos na área da saúde como Farmácia.
Houve também planos de transformação do Instituto em Centro Universitário ou em Universidade em paralelo a implantação dos cursos de Medicina, Fisioterapia e Engenharia Civil - sendo este último finalmente implantado em 2022, mas ainda como um instituto, continuando como uma faculdade isolada, estando ainda pendente de transformação em um centro universitário.

## Federalização
No meio acadêmico e por alguns políticos assisenses discute-se a possibilidade de federalização da instituição. 
Em 2010, o Fernando Haddad, então Ministro da Educação, a pedido do CIVAP e a PMA fez uma visita à cidade de Assis para conhecer as instalações da instituição e recebeu um pedido de federalização e em 2011 o Conselho Curador foi até Brasília para processos referidos. 
Desde então, não há nenhum comentário público por parte da PMA ou da FEMA sobre uma possível federalização da instituição, embora esta mantenha em seu campus uma unidade do IFSP até meados de 2016.

## Extensão Universitária e Pesquisa
| Centros de Pesquisa - Centro de Pesquisas em Ciências (CEPECI) - Centro de Pesquisas em Informática (CEPEIN) - Centro de Radiodifusão Cultural e Educativa - Revista VALE (em parceria com a Unesp de Assis) - Centro de Pesquisas HUB INOVA Iniciação Científica - Programa de Iniciação Científica (PIC) - Programa Institucional de Bolsas de Iniciação Científica (PIBIC) - Programa Institucional de Bolsas de Iniciação em Desenvolvimento Tecnológico e Inovação (PIBITI) | Comunicações - Agência Geração Propaganda (gerida pelos professores e estudantes do curso de Publicidade e Propaganda) - Rádio FEMA - TV FEMA - Programas internos - Ambiente Virtual de Aprendizado (AVA) Projetos e serviços com a comunidade - Curso de Química Experimental - Provedor de Internet (FEMANET) - FEMARondon Bolsas de Estudo - Bolsa Carência - Bolsa Emergência - Bolsa Estágio Empresa - Bolsa Estágio Interno na FEMA - Fies (Programa do Governo Federal) - Bolsa Escola da Família (Programa em parceria com o Governo Estadual) Referência dos programas de extensão e pesquisa: |

Além dos projetos citados, a FEMA organiza diversas paletras, simpósios, entre outros eventos na instituição, sendo que muitos deles são abertos ao público. Anualmente o Instituto organiza o Flisol no campus, junto a várias cidades do país com palestras, cursos e mini-cursos sobre Software Livre, o Linux Day, que como o nome sugere, dá enfase em Linux, seus aplicativos, distribuições e outros tópicos pertinentes